# 巴巴克·安瓦利
巴巴克·安瓦利（波斯語：بابک انوری，羅馬化：Babak Anvari，1982/1983年—）是一名英國-伊朗導演、編劇、製片人。他因執導恐怖片而知名，例如《闇影之下》（2016年）和《厄鈴》（2019年）。

## 影視作品
- 《二加二》（2011年）
- 《闇影之下（英语：Under the Shadow）》（2016年）
- 《厄鈴（英语：Wounds (film)）》（2019年）
- 《到此一遊（英语：I Came By）》（2022年）
- 未定名《科洛弗》系列電影（TBA）[3]

## 外部連結
- 巴巴克·安瓦利在互联网电影资料库（IMDb）上的資料（英文）
- 官方網站 （页面存档备份，存于）